# ボケイション

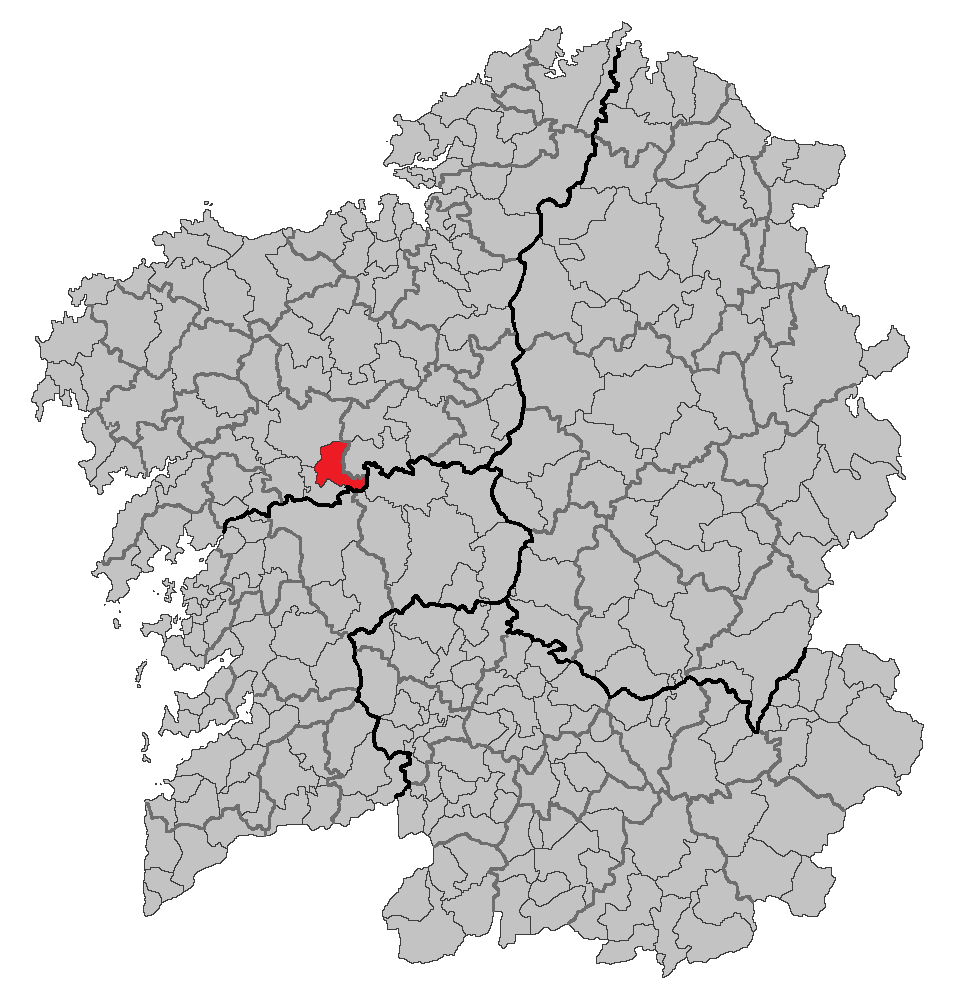

ボケイション（Boqueixón）は、スペイン、ガリシア州、ア・コルーニャ県の自治体、コマルカ・デ・サンティアーゴに属する。ガリシア統計局によると2011年の人口は4,430人（2010年：4,444人、2009年：4,462人、2007年：4,437人、2006年：4,406人、2005年：4,378人、2004年：4,337人、2003年：4,263人）となっている。住民呼称はboqueixonés/-nesa。カスティーリャ語表記はBoqueijón：ボケイホン。
ガリシア語話者の自治体人口に占める割合は99.00％（2001年）。

## 地理
ボケイションは北西をサンティアゴ・デ・コンポステーラと、北をオ・ピノと、東をトウロとビラ・デ・クルセス（ポンテベドラ県）、南をシジェーダとア・エストラーダと（両自治体ともポンテベドラ県）、南をベドラの各自治体と接している。
ボケイションはサンティアゴ・デ・コンポステーラ司法管轄区に属す。

### 人口
住民は14の教区の107の地区（集落）に居住する。
| ボケイションの人口推移 1900－2010                       |
|                                                         |
| 出典:INE（スペイン国立統計局）1900年 - 1991年、1996年 - |

## 政治
自治体首長はガリシア国民党（PPdeG）のアドルフォ・ガシオ・バスケス（Adolfo Gacio Vázquez）、自治体評議員はガリシア国民党：9、ガリシア民族主義ブロック（BNG）：1、ガリシア社会党（PSdeG-PSOE）：1となっている（2011年5月22日自治体選挙結果、得票順）。  
| 1999年6月13日自治体選挙 |        |        |          |
| 政党                    | 得票数 | 得票率 | 獲得議席 |
| PPdeG                   | 2,191  | 70.68% | 9        |
| PSdeG-PSOE              | 665    | 21.45% | 2        |
| BNG                     | 226    | 7.29%  | 0        |

首長当選者：アドルフォ・ガシオ・バスケス（PPdeG）
| 2003年5月25日自治体選挙 |        |        |          |
| 政党                    | 得票数 | 得票率 | 獲得議席 |
| PPdeG                   | 2,073  | 66.19% | 8        |
| PSdeG-PSOE              | 653    | 20.85% | 2        |
| BNG                     | 365    | 11.65% | 1        |

首長当選者：アドルフォ・ガシオ・バスケス（PPdeG）
| 2007年5月27日自治体選挙 |        |        |          |
| 政党                    | 得票数 | 得票率 | 獲得議席 |
| PPdeG                   | 2,194  | 64.83% | 8        |
| PSdeG-PSOE              | 888    | 26.24% | 3        |
| BNG                     | 270    | 7.98%  | 0        |

首長当選者：アドルフォ・ガシオ・バスケス（PPdeG）
| 2011年5月22日の自治体選挙 |        |        |          |
| 政党                      | 得票数 | 得票率 | 獲得議席 |
| PPdeG                     | 2,155  | 71.17% | 9        |
| BNG                       | 414    | 13.67% | 1        |
| PSdeG-PSOE                | 406    | 13.41% | 1        |

首長当選者：アドルフォ・ガシオ・バスケス（PPdeG）

## 祭り
レステード教区では名物料理フィジョーア（ガリシアのクレープ）の祭り（Festa da filloa de Lestedo）が行われる。

## 教区
ボケイションは14の教区に分けられる。
- ボケイション（サン・ビセンテ）
- コデーソ（サンタイア）
- ドナス（サン・ペドロ）
- ガストラール（サンタ・マリーニャ）
- ア・グランシャ（サン・ロウレンソ）
- ラマス（サンタ・マリーア）
- レデスマ（サン・サルバドール）
- レステード（サンタ・マリーア）
- ロウレーダ（サン・ペドロ）
- オウラル（サンタ・マリーア）
- ポウサーダ（サン・ロウレンソ）
- セルグーデ（サン・ブレイショ）
- スシーラ（サンタ・マリーニャ）
- ビーゴ（サンタ・バイア）

## 画像

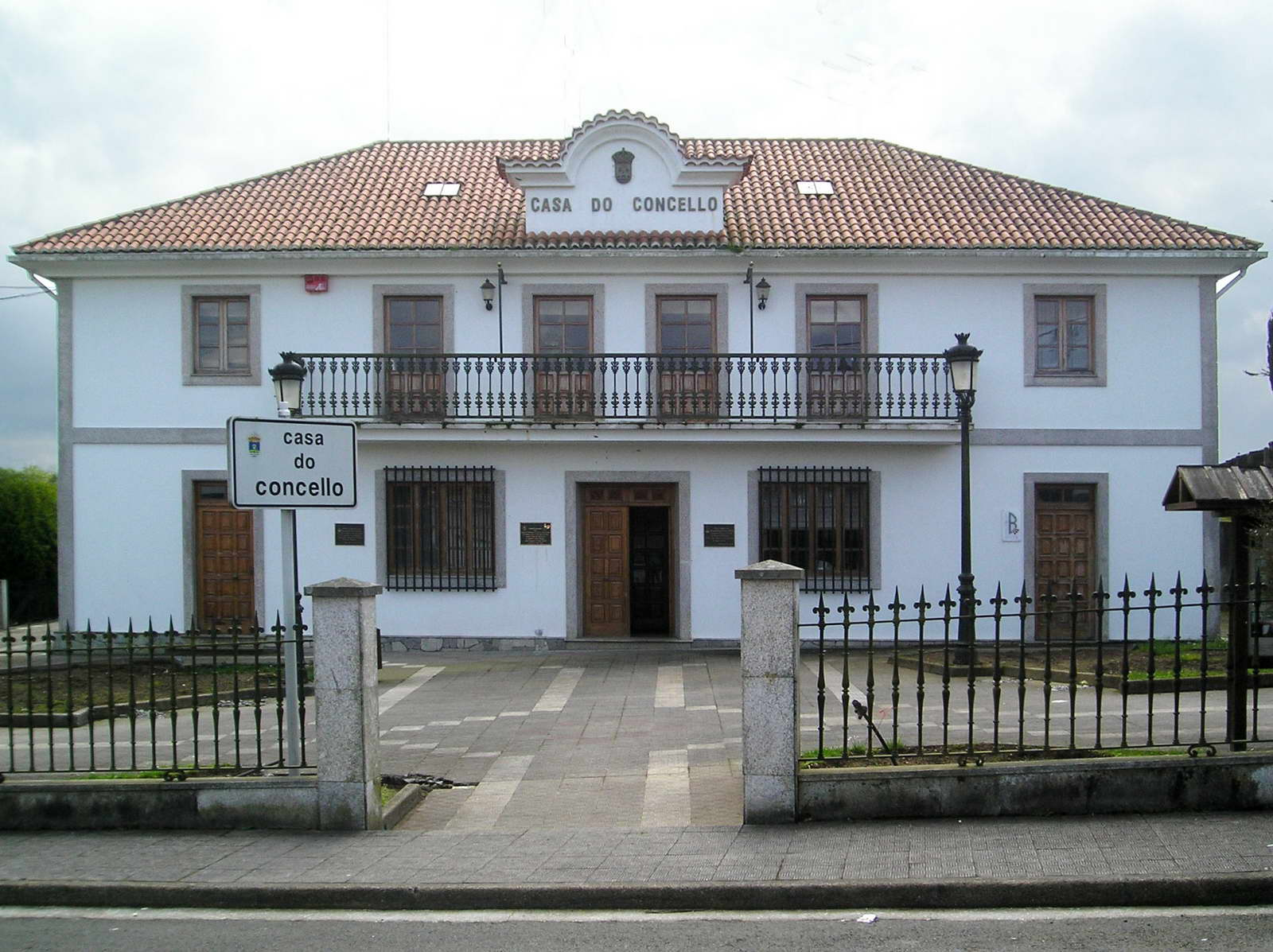
自治体庁舎
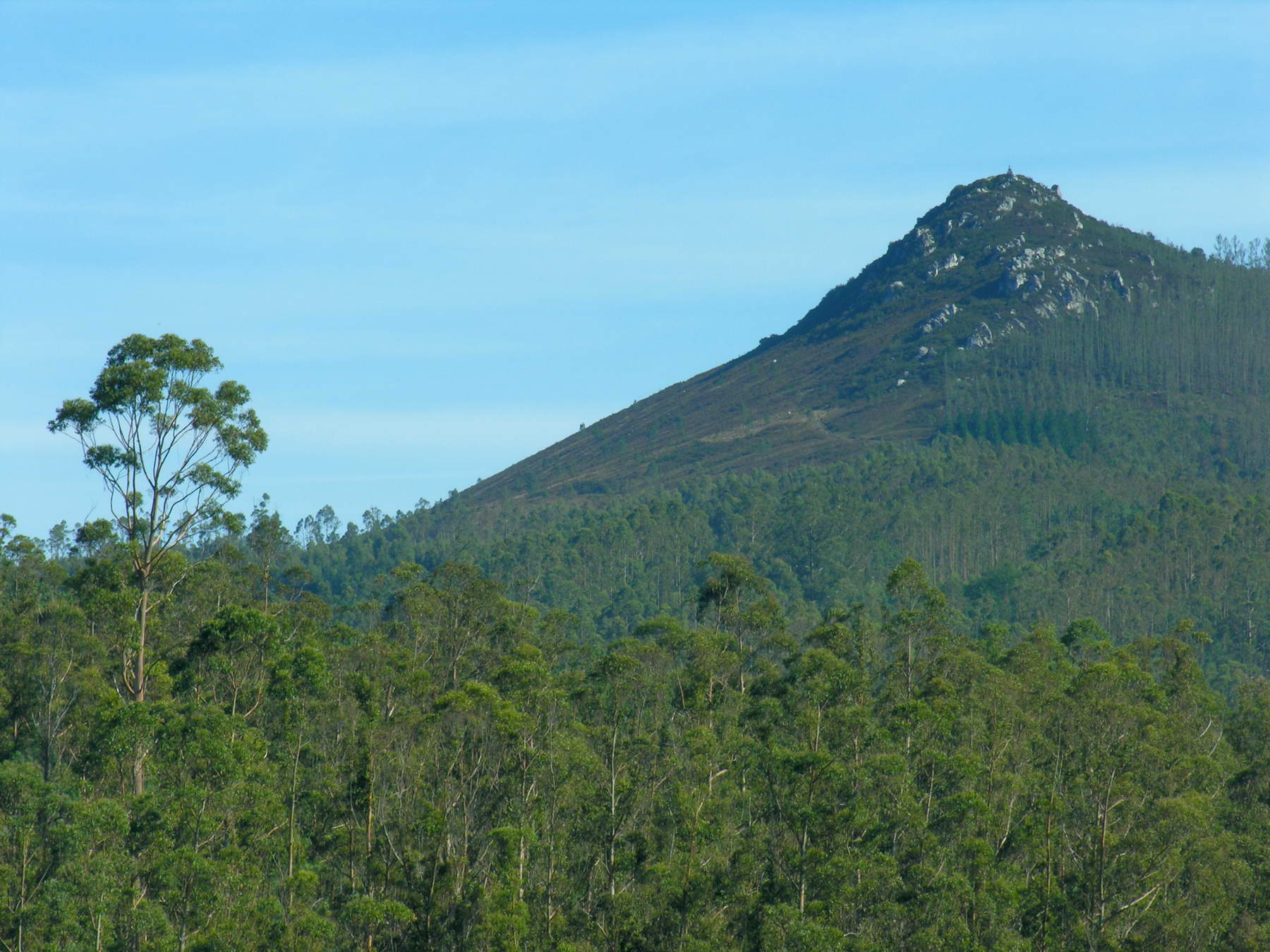
ピコ・サクロ（聖なる頂）
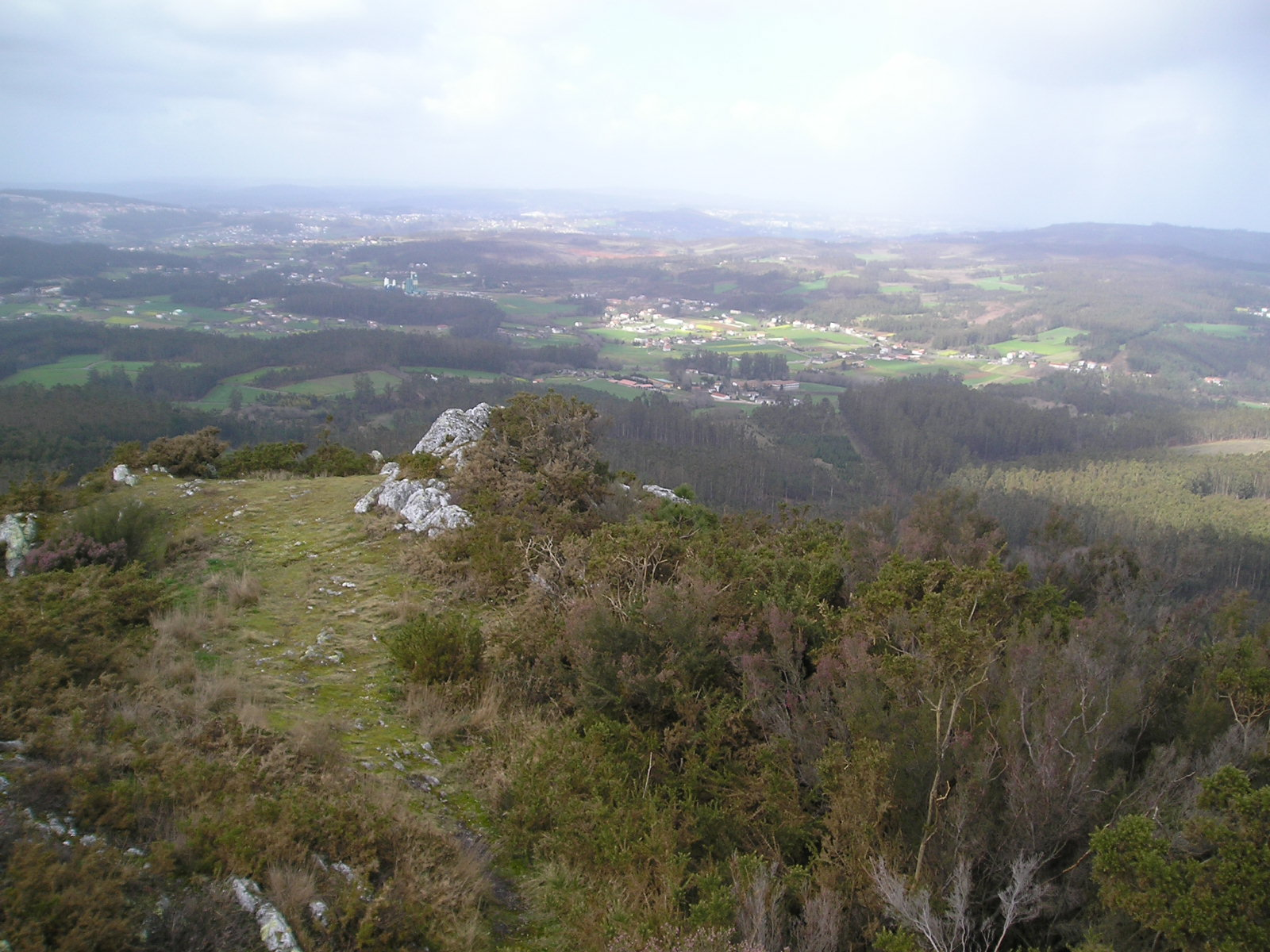
ピコ・サクロからの眺望
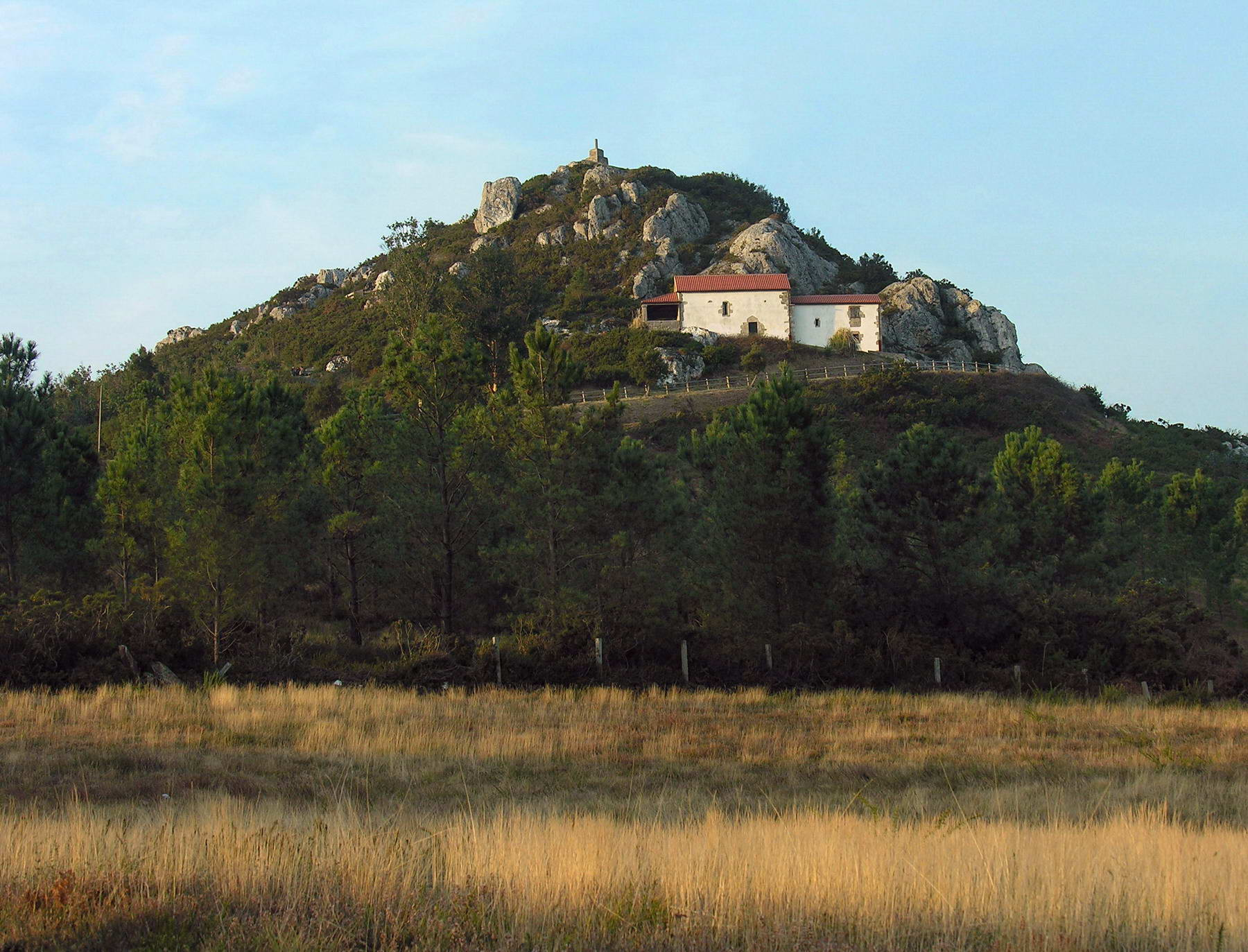
ピコ・サクロ山頂